# Coluna de fracionamento

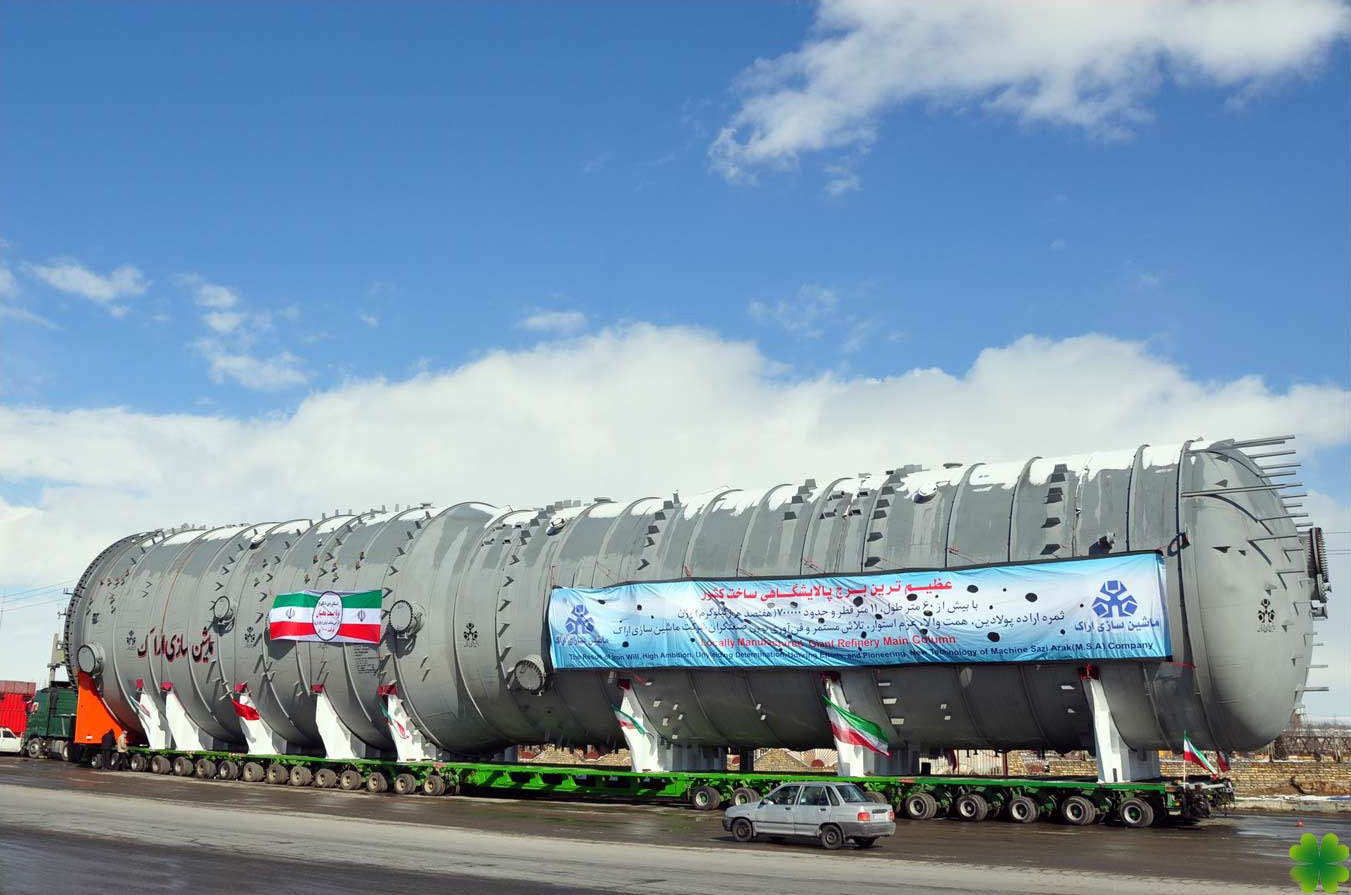
Coluna de fracionamento da refinaria iraniana Arak Oil.

Uma coluna de fracionamento é um item de laboratório essencial para a destilação de misturas de líquidos para separação de seus componentes em partes, ou frações, baseadas na diferença de volatilidade dos componentes. Colunas de fracionamento são usadas em pequena escala em destilações em laboratório assim como em larga escala na indústria.
A presença da coluna de fracionamento diferencia a destilação simples da destilação fracionada. Ela cria várias regiões de equilíbrio líquido-vapor, enriquecendo o vapor com o componente mais volátil da mistura.